# 巴黎公社冰川
巴黎公社冰川（英語：Parizhskaya Kommuna Glacier）是南極洲的冰川，位於毛德皇后地的阿斯特里德公主海岸，全長15公里，由德國的探險隊發現和拍攝空中照片，現時由南極條約體系管理。